# La Fille du magicien
Pour plus de détails, voir Fiche technique et Distribution.
La Fille du magicien est un film français réalisé par Claudine Bories, sorti en 1990.

## Synopsis
Lili, fille d'un magicien vivant dans une vieille roulotte, rêve de faire du rock.

## Fiche technique
- Titre français : La Fille du magicien
- Réalisation : Claudine Bories
- Scénario : Claudine Bories
- Montage : Paul Vecchiali
- Pays d'origine : France
- Genre : drame
- Date de sortie : 1990

## Distribution
- Anouk Grinberg : Lili
- Patrick Raynal : Bruno
- Jean-Paul Roussillon : Nadir
- Hélène Surgère : Velia
- Jean-Pierre Sentier : Othello
- Myriam Mézières : Clara